# Sometime in Oldchurch
Sometime in Oldchurch est un album du groupe The Rubettes sorti en février 1978. Il est enregistré au château d'Hérouville et produit par Alan Blakley. Avec ce nouveau disque, le groupe prend un virage country rock encore plus marqué que pour l'album Baby I know, l'ensemble de l'album est assez homogène. 
La chanson Eva St. Clair est composée par Alan Williams et son ancien complice des Medium, Mike Gower. Tony Thorpe considère que cet album est leur meilleur. Le titre Top Of The World qu'il a composé se termine par un long passage musical, la chanson la plus expérimentale de l'album. Grâce à cet album, la presse rock voit le groupe sous un jour plus favorable et les Rubettes ont à nouveau la possibilité de faire des concerts au Royaume-Uni, ce qu'ils ont cessé de faire après leur deuxième tournée en 1975. Le musicien Rick Westwood vient prêter main-forte au groupe.

## Liste des titres

### Face A
1. Alimonia (John Richardson) - 3:15
2. Cherie Amour (John Richardson) - 2:56
3. Say What You Mean (John Richardson) - 4:24
4. Little 69 (John Richardson, Alan Williams) - 2:52
5. Eva St. Clair (Mike Gower, Alan Williams)  - 5:40

### Face B
1. Great Be The Nation (Alan Williams) - 5:20
2. Come On Over (Alan Williams) - 4:00
3. Sometime In Oldchurch (John Richardson, Alan Williams) - 4:35
4. Top Of The World (Tony Thorpe) - 6:16

```
   
Réf. Vinyl : POLYDOR 2460-2
```

### Singles
1977
- Chérie Amour
- Come On Over

Réf. : 2058 949
1978
- Little 69
- No, No Cherie

Réf. : 2059 029

## Musiciens
- Alan Williams – Chant, guitares
- Mick Clarke – Chant, basse
- John Richardson – Chant, batterie, percussions, harmonica
- Tony Thorpe – Chant, guitares, claviers, banjo
- Rick Westwood – Guitare Lap Steel

## Production
- Produit par les Rubettes et Alan Blakley pour Gale
- Enregistré au château d'Hérouville, en France
- Ingénieur : Mark Jay Wallis
- Design et concept artistique pour la pochette : Jo Mirowski, Artwork WadeWood Associates
- Equipe pour les concerts : Pete, Dud, Long John & Plunkett and Roy Farrant
- Aide technique : Chris Lewis de DJM London et Audio Design

## Sortie
L'album sort en février 1978. En France la maison de disque veille à ce que les titres phares Cherie Amour et Little 69 figurent sur l'album et évincent Let him bleed et You Make it hard, contrairement aux versions parues dans les autres pays. À l'origine, la pochette ne comporte aucune photo du groupe mais le pressage français comprend un dessin représentant les artistes. La maison de disque allemande sort également Cherie Amour et Little 69 en singles. 